# SMS Bayern (1878)
El SMS Bayern fue una de las cuatro fragatas acorazadas de la clase Sachsen de la Armada Imperial alemana. Sus buques gemelos fueron el Sachsen, Würtemberg y Baden. Bautizado con el nombre de Baviera, el Bayern fue construido por el Astillero Kaiserliche Werft Kiel entre 1874 y 1881. El barco entró en servicio en la Armada Imperial en agosto de 1881. Estaba armado con una batería principal de seis cañones de 26 cm (10,2 pulgadas) en dos barbetas abiertas.
Después de su puesta en servicio, el Bayern sirvió con la flota alemana en numerosos ejercicios de entrenamiento y cruceros. Participó en varios cruceros escoltando al Kaiser Guillermo II en visitas de estado a Gran Bretaña y a varias ciudades del mar Báltico a fines de la década de 1880 y principios de la de 1890. Durante 1895-1898, el barco fue modernizado en el astillero Schichau-Werke en Danzig; sirvió durante otra década con la flota antes de ser retirado del servicio activo en 1910. Fue utilizado como buque objetivo después de 1911, hasta que fue vendido en 1919 y desguazado, tras la derrota alemana en la Primera Guerra Mundial.